# Boeing 737 Classic
El Boeing 737 Classic es el nombre dado a las series -300/-400/-500 del Boeing 737 antes de la introducción de las series 600, 700, 800 y 900. Son aviones a reacción de pasajeros de corto a medio alcance, un solo pasillo y fuselaje estrecho. Las series Classic fueron introducidas como la 'nueva generación' del 737. Producido de 1979 al 2000, 1.988 aviones fueron entregados. A mediados de enero de 2018, 900 unidades permanecían en servicio.

## Desarrollo y diseño

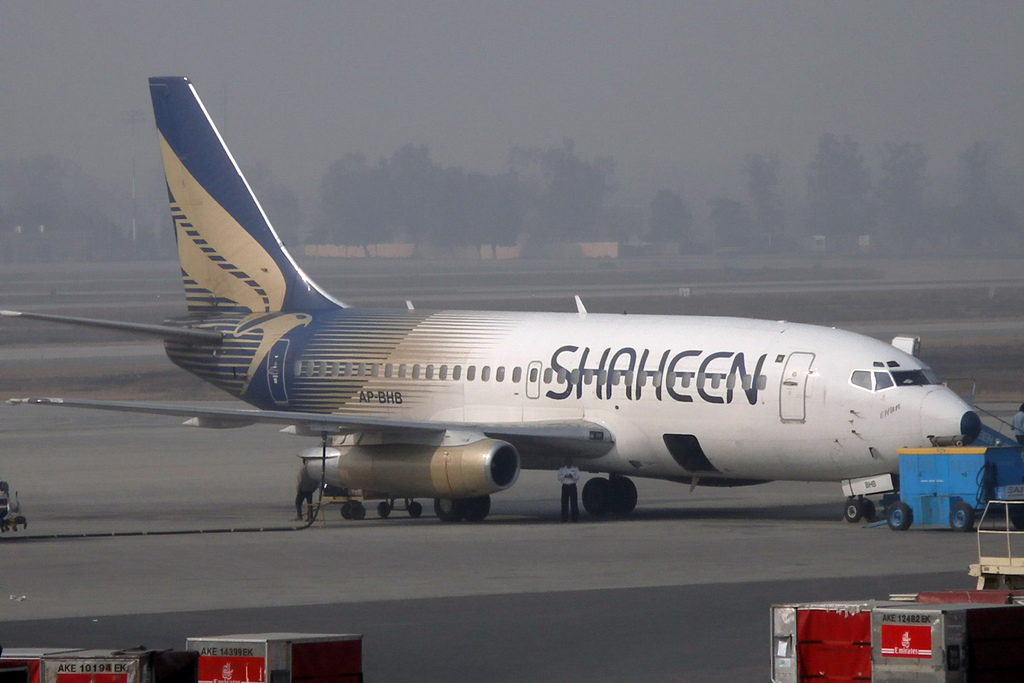
737-200 de Shaheen Air operando en el Aeropuerto Internacional Allama Iqbal (Lahore, Pakistán).

Tras el éxito del Boeing 737-200 Advanced, Boeing quería incrementar la capacidad y el alcance, incorporando mejoras para adecuar al avión a las especificaciones modernas, aunque también conserva otras cosas de las variantes de 737 previas. El desarrollo comenzó en 1979, y en 1980 las especificaciones preliminares del avión fueron presentadas en el Salón Aeronáutico de Farnborough. En marzo de 1981 USAir y Southwest Airlines solicitaron cada una diez aparatos, con una opción por veinte adicionales.
Las nuevas series presentan motores turbofán CFM56, que muestran mejores economías de consumo de combustible y una reducción de ruido, pero también supuso un desafío de ingeniería el cumplir las autorizaciones de bajo ruido en tierra del 737. Boeing y el constructor de motores CFMI solventaron el problema colocando el motor delante del ala (en lugar de debajo), y trasladando los accesorios del motor a los lados (en lugar de arriba) del motor, dando al 737 una distintiva toma de aire no circular.
El ala incorpora una serie de cambios para mejorar la aerodinámica. La envergadura de las alas fue aumentada en 23 cm. Los flaps y los slats fueron reajustados. El cuadro de mandos fue mejorado con la incorporación opcional de un EFIS, y la cabina de pasajeros incorporó mejoras similares a las del Boeing 757.

## Variantes

### 737-300
El prototipo del -300 salió de la planta de Renton el 17 de enero de 1984, y efectuó su primer vuelo el 24 de febrero de 1984. Tras recibir su certificado de vuelo el 14 de noviembre de 1984, USAir recibió el primer avión el 28 de noviembre de ese mismo año. Como avión muy popular, Boeing recibió 252 pedidos por él en 1985, y más de mil durante su tiempo de producción. Las series 300 permanecieron en producción hasta 1999 cuando el último avión fue entregado a Air New Zealand el 17 de diciembre de 1999, con registro ZK-NGJ.
En diciembre de 2008, Southwest Airlines seleccionó a Boeing para actualizar sus 737-300 con los nuevos instrumentos, hardware y software, para igualar a todos sus 737-700.
El 737-300 puede dotarse de winglets de Boeing Aviation Partners. El 737-300 dotado de winglets es designado como -300SP (Special Performance). Los -300 de pasajeros pueden ser también convertidos en versión carguera. También existe una versión militar, usado por algunas fuerzas aéreas, como la chilena  que lo ha usado como Avión Presidencial.

### 737-400

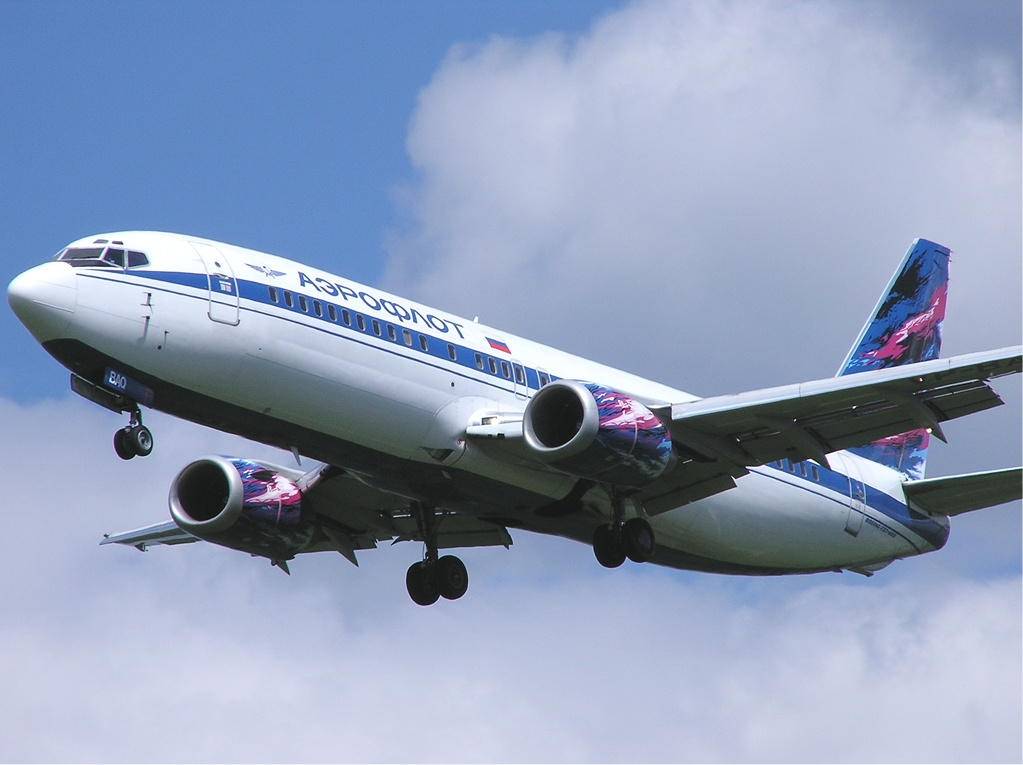
737-400 de Aeroflot

El diseño del 737-400 fue presentado en 1985 para llenar el hueco entre el 737-300 y el 757-200, y competir con el Airbus A320. Es una ampliación del 737-300 en 3,45 m para transportar hasta 168 pasajeros. Incluye una rueda de cola para evitar que la cola toque en pista durante el despegue. El avión fue también mejorado con un nuevo parabrisas como equipamiento estándar. El prototipo fue presentado el 26 de enero de 1988, y voló por primera vez el 19 de febrero de 1988.
Estos aviones son parte de la empresa Boeing, cuentan con dos motores, una APU en la parte trasera. Por parte del aterrizaje tienen tres trenes de aterrizaje, uno delantero "nose landing gear" y los dos traseros "main landing gear"
El avión entró en servicio el 15 de septiembre de 1988 con Piedmont Airlines como cliente de lanzamiento (25 pedidos).
El 737-400F no fue un modelo entregado por Boeing pero si una conversión del 737-400 como avión exclusivo de carga. Alaska Airlines fue la primera en convertir uno de sus 400 de servicio regular a un
Avión con capacidad de 10 pallets. La aerolínea convirtió dos aviones más con la mitad de espacio para pasajeros y otra mitad para carga. Estos 737-400 Combi están actualmente en servicio.

### 737-500

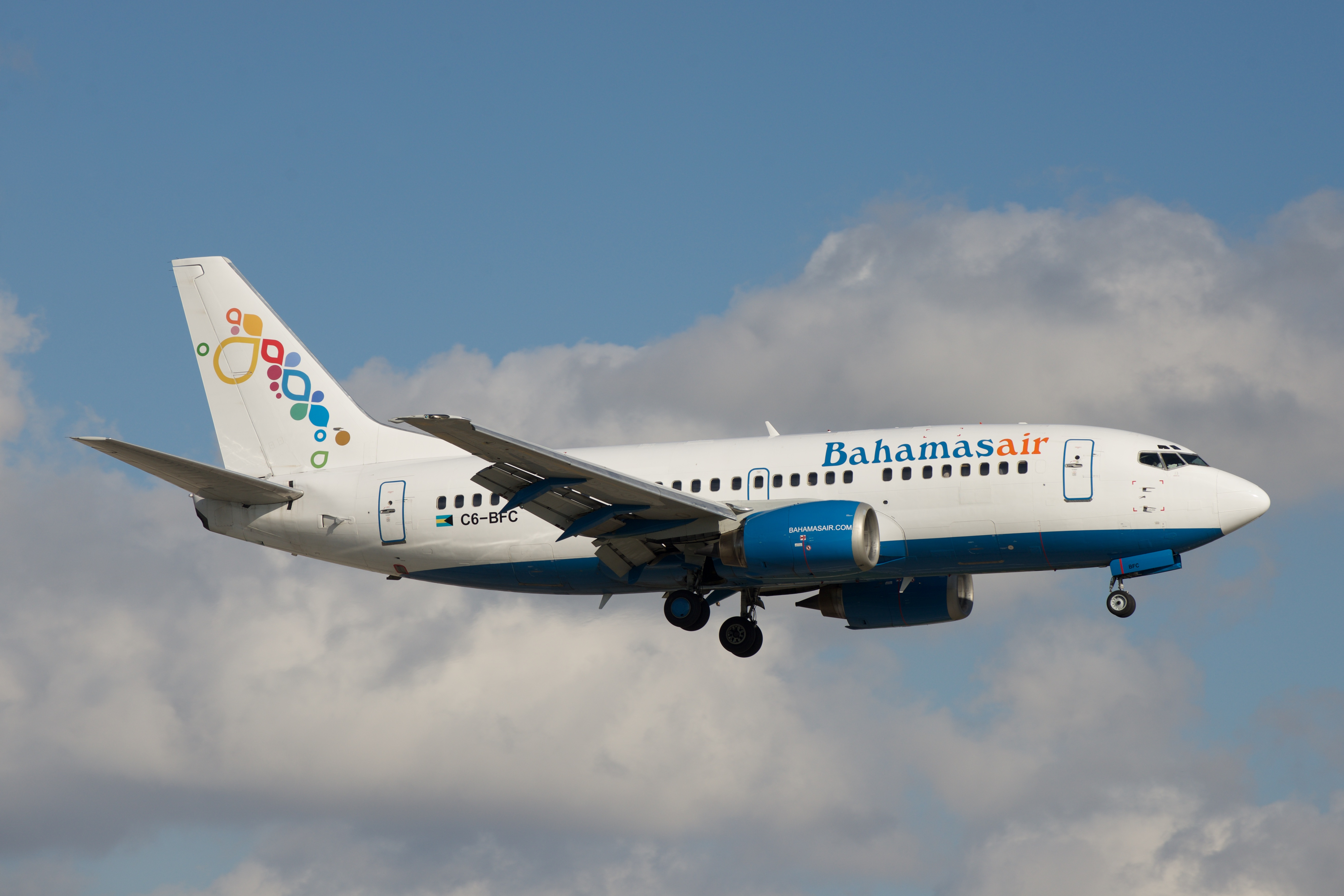
737-500 de Bahamasair aproximando al aeropuerto de Miami

Los -500 fueron ofertados, debido a una demanda de los clientes, como reemplazo moderno y directo del 737-200. Incorpora las mejoras de las series 737 Classic; permitiendo rutas más largas con menos pasajeros haciéndolo más económico que el 737-300. El fuselaje del -500 es 47 cm más largo que el del 737-200, acomodando hasta 132 pasajeros. Se ofertaron los dos diseños de cabina(mecánico y cristal líquido). Utilizando el motor CFM56-3 también permitió ahorrar hasta un 25% de combustible respecto de los motores P&W de los -200.
El 737-500 fue presentado en 1987 por Southwest Airlines, con un pedido de 20 aviones, y voló por primera vez el 30 de junio de 1989. Un único prototipo voló las 375 horas necesarias para el proceso de certificación, y el 28 de febrero de 1990 Southwest Airlines recibió el primer avión. El 737-500 se convirtió en uno de los aviones favoritos de algunas aerolíneas rusas, con Aeroflot-Nord, Rossiya Airlines, S7 Airlines, Sky Express, Transaero, y Yamal Airlines comprándolos de segunda mano para reemplazar a los vetustos aviones soviéticos y/o ampliar sus flotas. También, Aerolíneas Argentinas reemplazó sus 737-200 con 737-500 de segunda mano. En Chile, un avión de esta serie reemplaza al tradicional Calambrito, como Avión Presidencial, hasta el año 2008, año en que lo reemplaza un Boeing 767 por su baja autonomía, usándose para viajes continentales y dentro del territorio chileno.

## Operadores
A abril de 2020 se encuentran aún operativos 804 aeronaves utilizados por los siguientes operadores:

### Civiles
1. Eastern Air Express: 27[13]
2. UTair Aviation: 25[14]
3. Sideral Air Cargo: 17[15]
4. SF Airlines: 17[16]
5. Airwork: 15[17]
6. ASL Airlines Belgium: 14[18]
7. China Postal Airlines: 13[19]
8. Canadian North: 13[20]
9. Kalitta Charters II: 12[21]
10. Avior Airlines: 12[22]
11. ASL Airlines Ireland: 11[23]
12. Nolinor Aviation: 11[24]
13. Air Peace: 10[25]
14. West Atlantic UK: 10[26]
15. Magnicharters: 10[27]
16. Cargoair: 9[28]
17. Bul Air: 9[29]
18. Trigana Air Service: 9[30]
19. Swiftair: 8[31]
20. FedEx Express 8[32]
21. SCAT Airlines: 8[33]
22. África Charter Airline: 7[34]
23. Star Air Cargo: 7[35]
24. Estafeta Carga Aérea: 7[36]
25. Sepehran Airlines: 7[37]
26. Kam Air: 7[38]
27. My Indo Airlines: 7[39]
28. Boliviana de Aviación: 7[40]
29. Jet2.com: 7[41]
30. Aloha Air Cargo: 6[42]
31. Caspian Airlines: 6[43]
32. Azman Air: 6[44]
33. ASL Airlines France: 6[45]
34. Max Air: 6[46]
35. China Central Longhao Airlines: 6[47]
36. Air Horizont: 6[48]
37. Badr Airlines: 5[49]
38. Star Perú: 5[50]
39. Aeronaves TSM: 5[51]
40. KlasJet: 5[52]
41. Coulson Aviation: 5[53]
42. Asia Cargo Airlines: 5[54]
43. FlySafair: 5[55]
44. Transair: 5[56]
45. Central Airlines: 5[57]
46. Air North: 5[58]
47. Poste Air Cargo: 5[59]
48. Air Inuit: 5[60]
49. Express Freighters Australia: 5[61]
50. Total Linhas Aereas: 4[62]
51. Estelar Latinoamérica: 4[63]
52. Northern Air Cargo: 4[64]
53. Iran Aseman Airlines: 4[65]
54. Nauru Airlines: 4[66]
55. AerCaribe: 4[67]
56. Dynamic Aviation: 4[68]
57. First Air: 4
58. Aeroregional: 4[69]
59. Bid Air Cargo: 3[70]
60. MercadoLibre: 3[71]
61. Allied Air: 3[72]
62. CargoLogic Germany: 3[73]
63. OWG: 3[74]
64. Chrono Aviation: 3[75]
65. Airseven: 3[76]
66. Ariana Afghan Airlines: 3[77]
67. Aerosucre: 1[78]
68. YanAir: 3[79]
69. Rutaca Airlines: 3[80]
70. ATRAN - Aviatrans Cargo Airlines: 3[81]
71. Jonika: 3[82]
72. Saha Airlines: 3[83]
73. Albawings: 3[84]
74. Air Mediterranean: 3[85]
75. Jordan Aviation: 3[86]
76. Turpial Airlines: 3[87]
77. Avia Traffic Company: 3
78. Transporte Aéreo Militar (Bolivia): 3
79. Transmandu: 2[88]
80. Safair: 2[89]
81. ATA Airlines Iran: 2[90]
82. AlMasria Universal Airlines: 2[91]
83. National Nuclear Security Administration: 2[92]
84. Shirak Avia: 2[93]
85. Comair: 2[94]
86. World Cargo Airline: 2[95]
87. Karun Airlines: 2[96]
88. JNE Express: 2[97]
89. Belavia: 2[98]
90. Rimbun Air: 2[99]
91. ASL Airlines Hungary: 2[100]
92. Blue Air: 2[101]
93. Ghadames Air Transport: 2[102]
94. Ukrainian Wings: 2[103]
95. Gryphon Trading: 2[104]
96. Sky Mali: 2[105]
97. Cally Air: 2[106]
98. European Aviation Group: 2[107]
99. Vision Air: 2[108]
100. Leopards Courier: 2[109]
101. FlyPersia: 2[110]
102. Cayman Airways: 2[111]
103. Tianjin Air Cargo: 2[112]
104. Mid Africa Aviation: 2[113]
105. Aerovías DAP: 2[114]
106. TUM AeroCarga: 2[115]
107. Kenya Airways: 2[116]
108. Sunkar Air: 2
109. DHL Aero Expreso: 2[117]
110. Express Air Cargo: 2
111. Dana Air: 2[118]
112. Azul Linhas Aéreas Brasileiras: 2[119]
113. My Jet Xpress Airlines: 1[120]
114. Braspress Air Cargo: 1[121]
115. Airfast Indonesia: 1[122]
116. Sriwajaya Air: 1[123]
117. Airlink: 1[124]
118. Proflight Zambia: 1[125]
119. Electra Airways: 1[126]
120. Sky Capital Cargo: 1[127]
121. Citilink: 1[128]
122. Bluebird Airways: 1[129]
123. Bahamasair: 1[130]
124. Air Madagascar: 1[131]
125. Taban Air: 1[132]
126. Terra Avia: 1[133]
127. Liza Transport International: 1[134]
128. Texel Air: 1[135]
129. Black Stone Airlines: 1[136]
130. Cardig Air: 1[137]
131. Conviasa: 1[138]
132. Hello Jets: 1[139]
133. Asia Sky Lines: 1[140]
134. Aircompany Armenia: 1[141]
135. Ruh Avia: 1[142]
136. Air Incheon: 1[143]
137. North-Western Cargo: 1[144]
138. Fly Armenia Airways: 1[145]
139. IFL Group: 1[146]
140. AlbaStar: 1[147]
141. Líneas Aéreas Suramericanas: 2[148]
142. Eritrean Airlines: 1[149]
143. Raya Airways: 1[150]
144. Alexandria Airlines: 1[151]
145. NordStar: 1[152]
146. Sudan Airways: 1[153]

### Militares
Muchos países operan el 737 en las variantes de carga y pasajeros para aplicaciones gubernamentales o militares.
- Bolivia, Brasil, Chile, Colombia, India, Indonesia, Kuwait, México, Níger, Perú, Corea del Sur, Taiwán (ROC's Air Force One), Emiratos Árabes Unidos, Venezuela.
- La Fuerza Aérea del Ejército Popular de Liberación (PLAAF) de China opera un 737-300 (registro B-4052) como puesto de mando aeroportado.
- Argentina: la Agrupación Aérea Presidencial utiliza un 737-500

### Antiguos Operadores

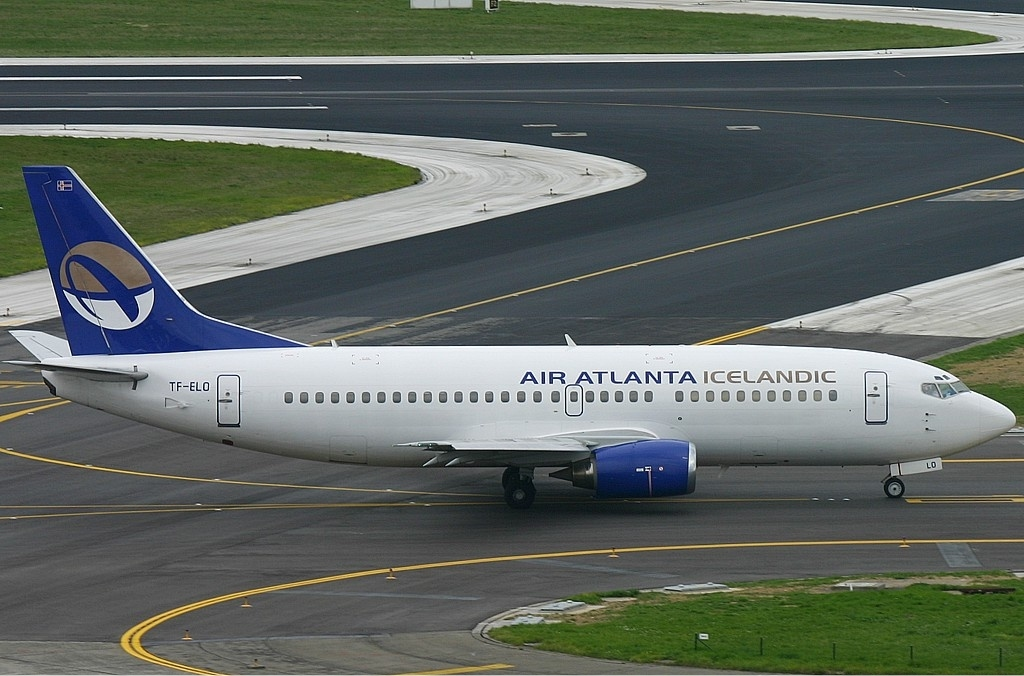
737-300QC de Air Atlanta Icelandic

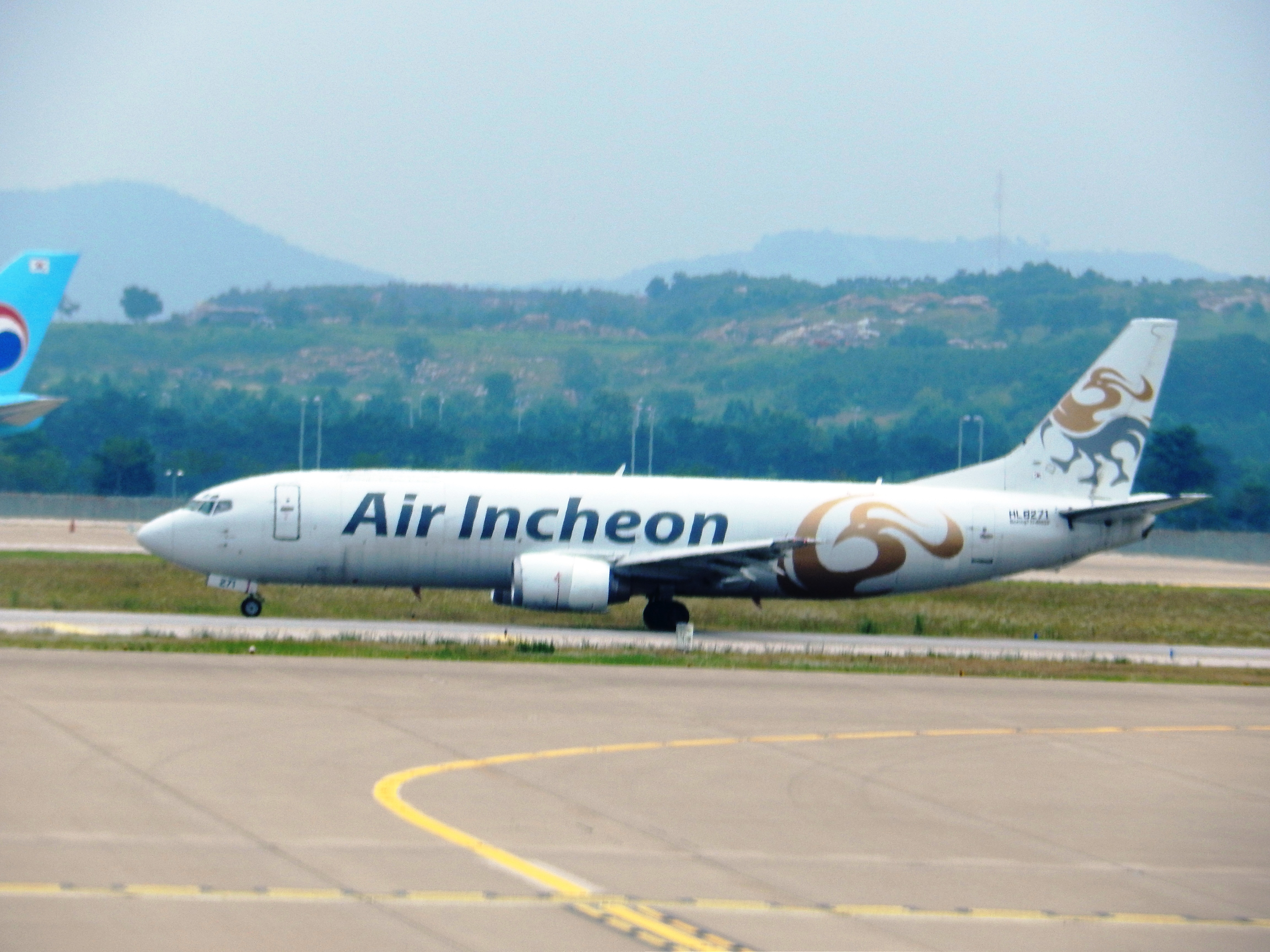
737-400SF de Air Incheon en el aeropuerto de Incheon

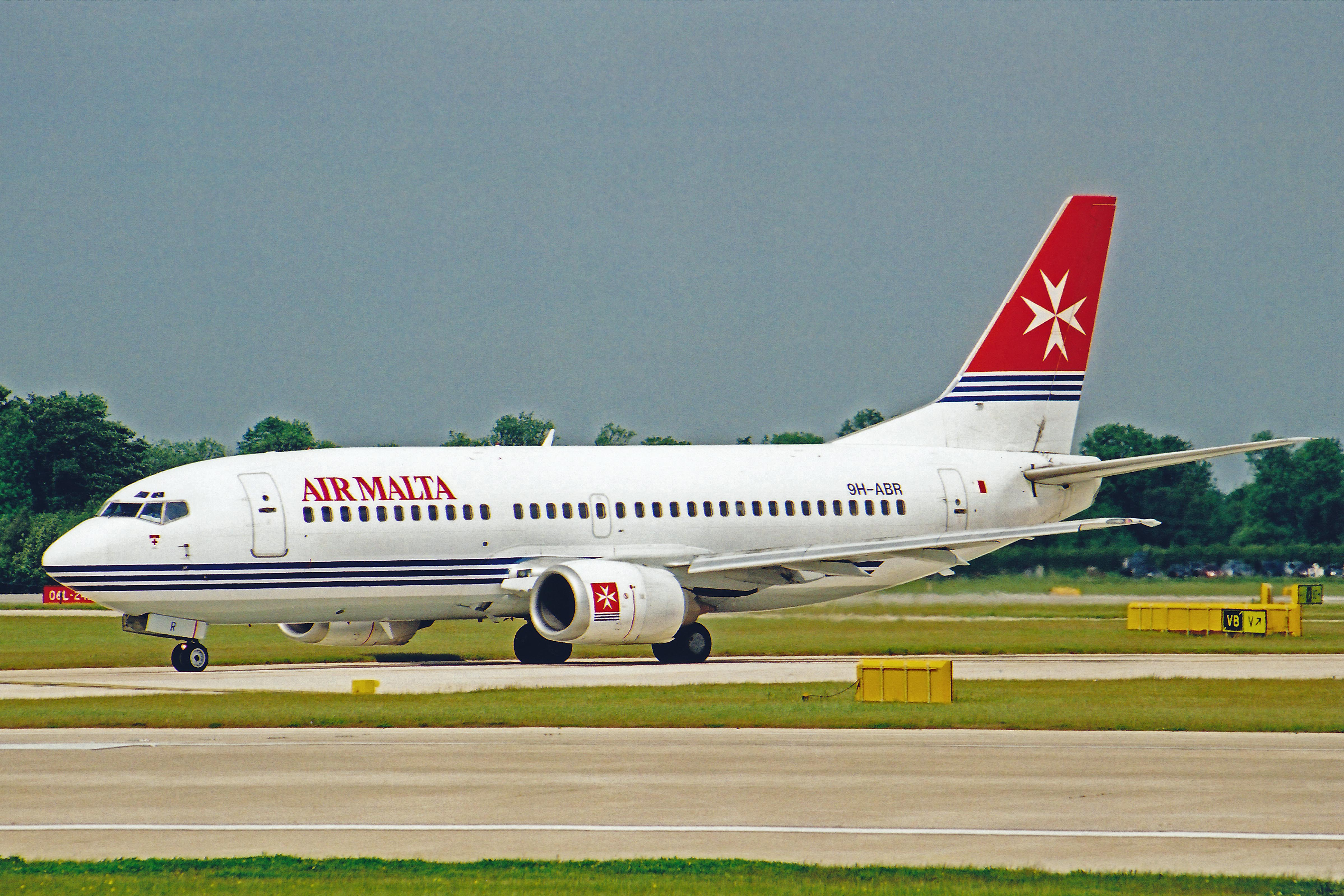
737-300 de Air Malta

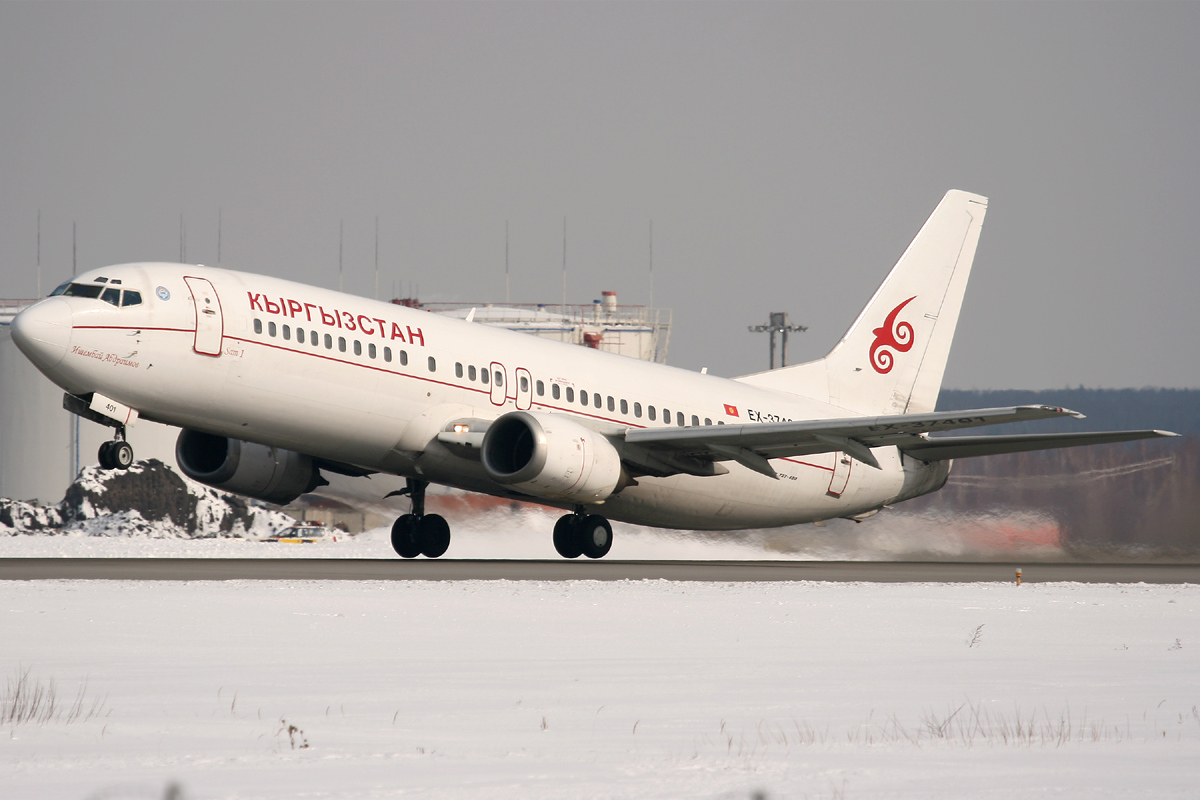
737-400 de Air Manas

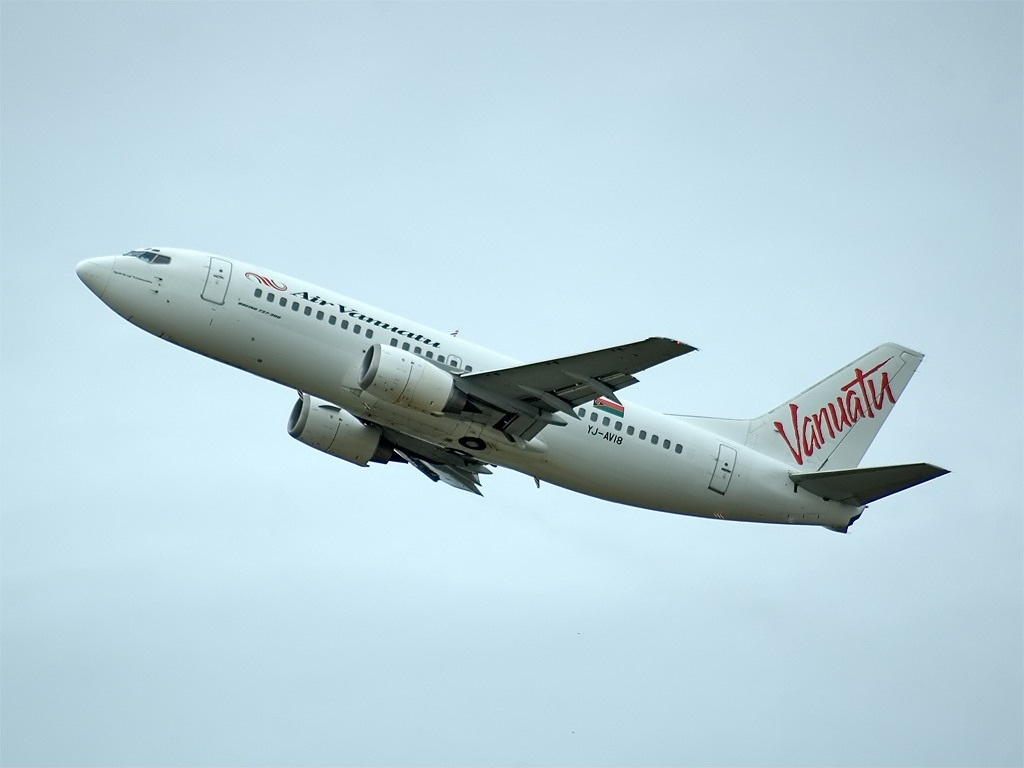
737-300 de Air Vanuatu

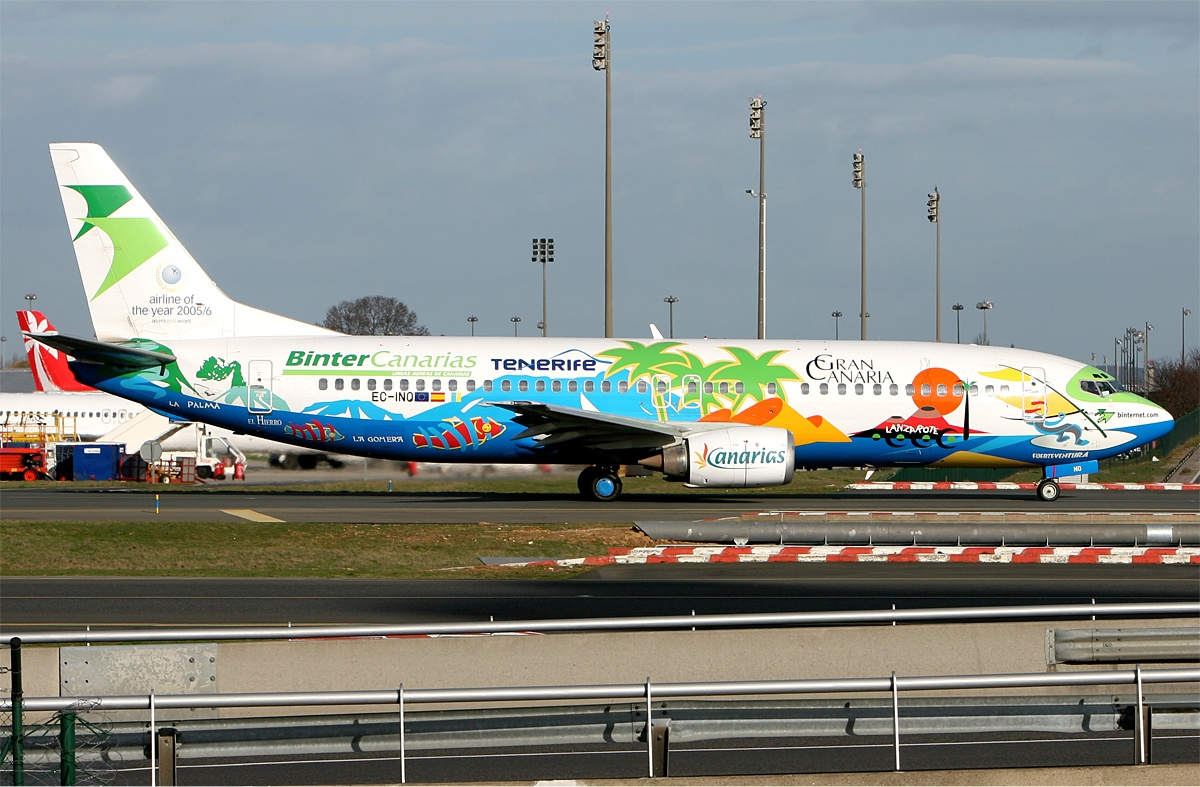
737-400 de Binter Canarias

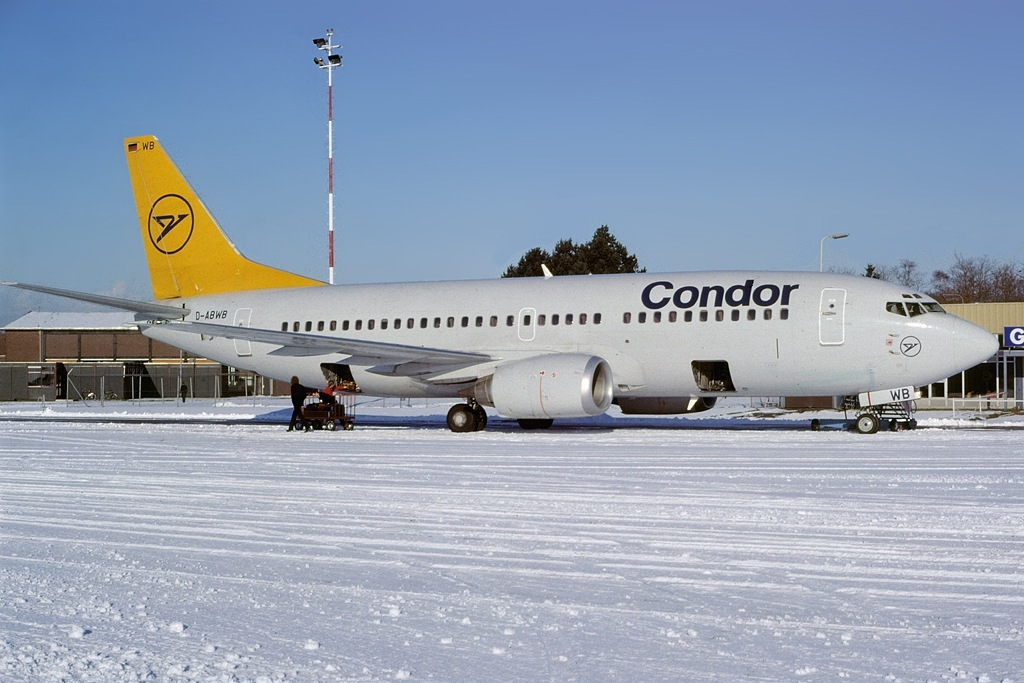
737-330 de Condor en el Aeropuerto de Groningen Eelde

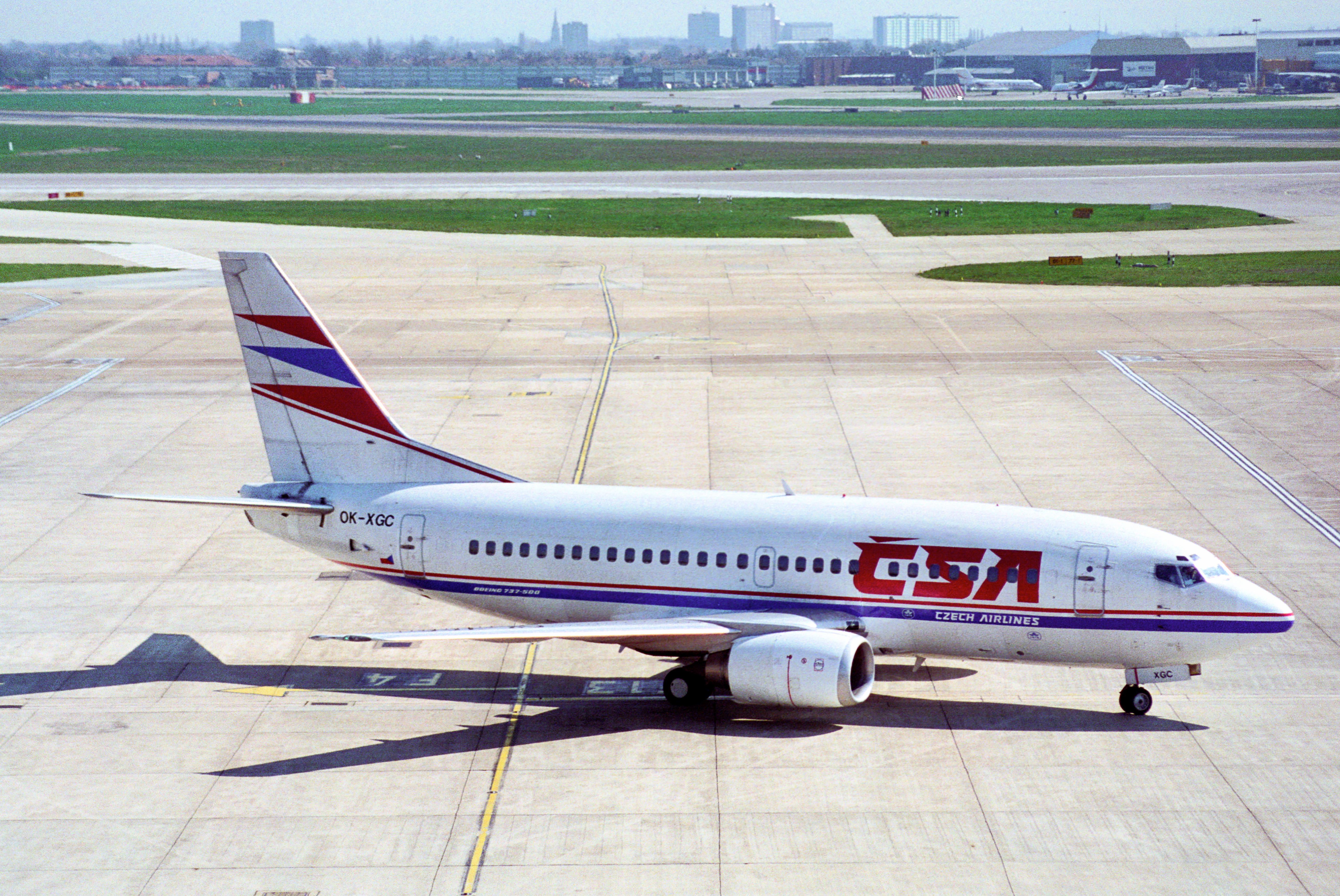
737-500 de Czech Airlines en el aeropuerto de Heathrow en 1996

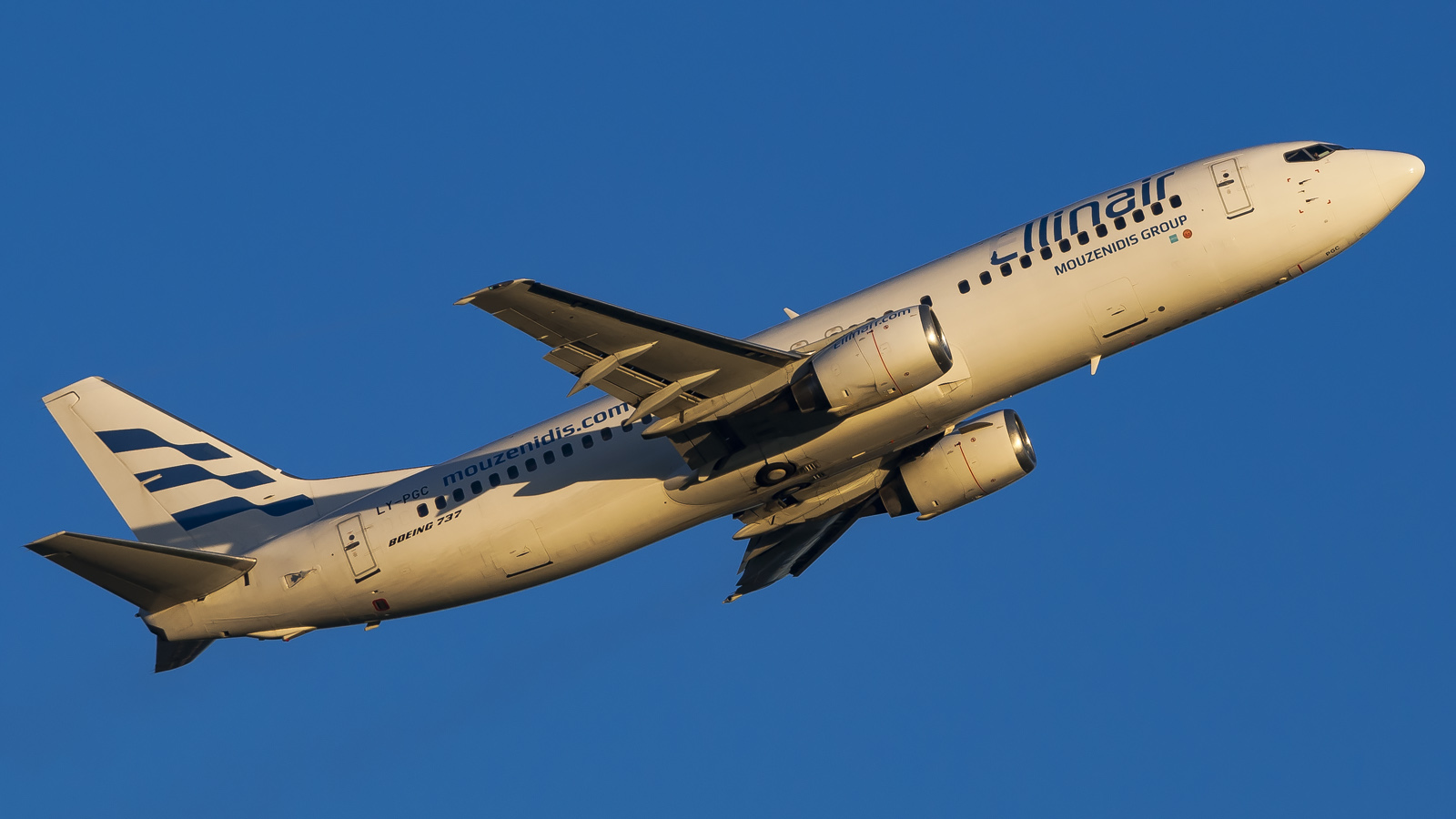
737-400 de Ellinair

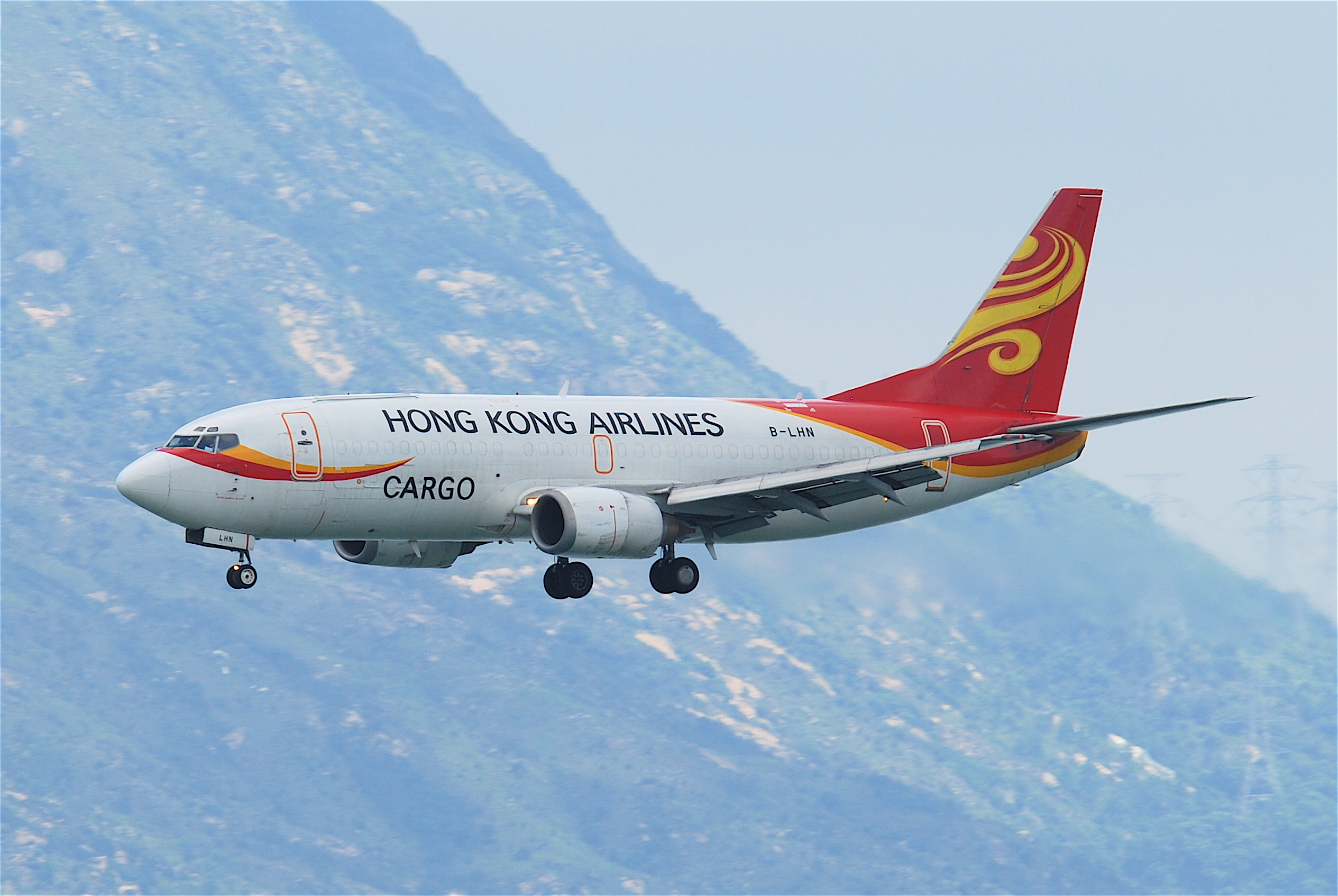
737-300 de HONGKONG AIRLINES CARGO en el aeropuerto Chek Lap Kok en 2011

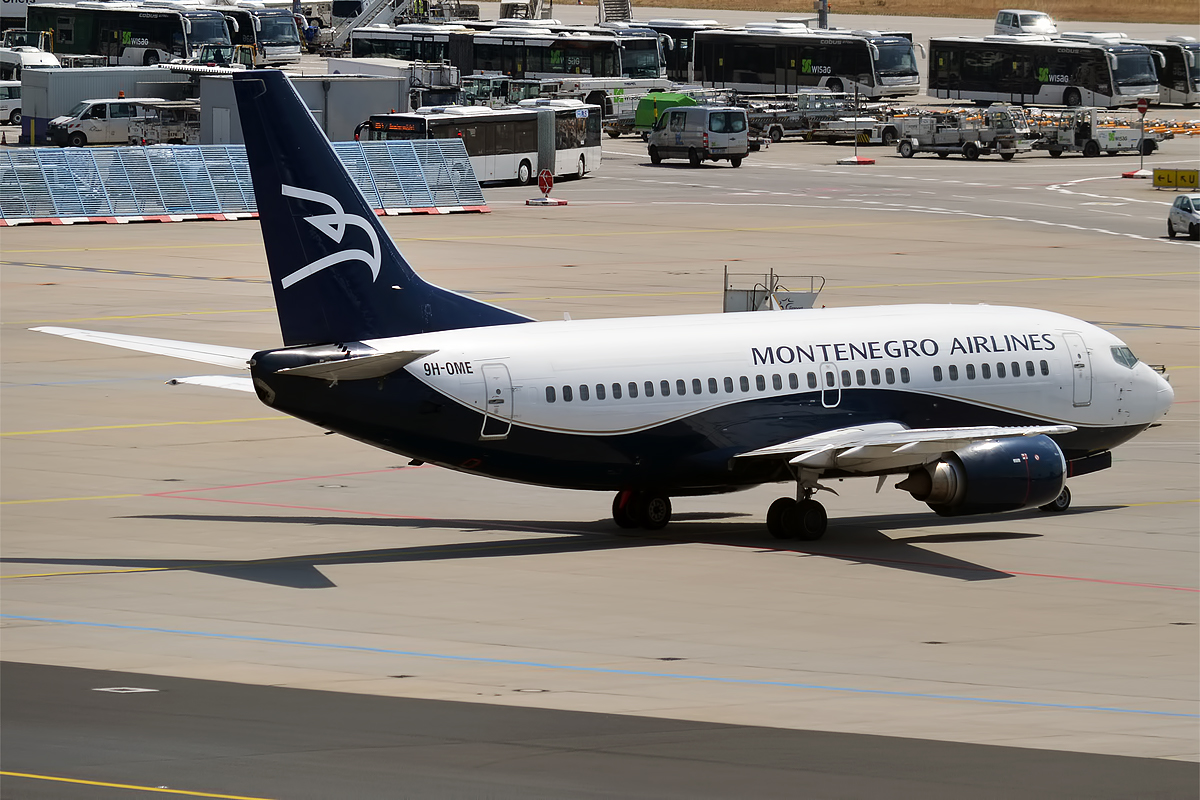
737-505 de Montenegro Airlines

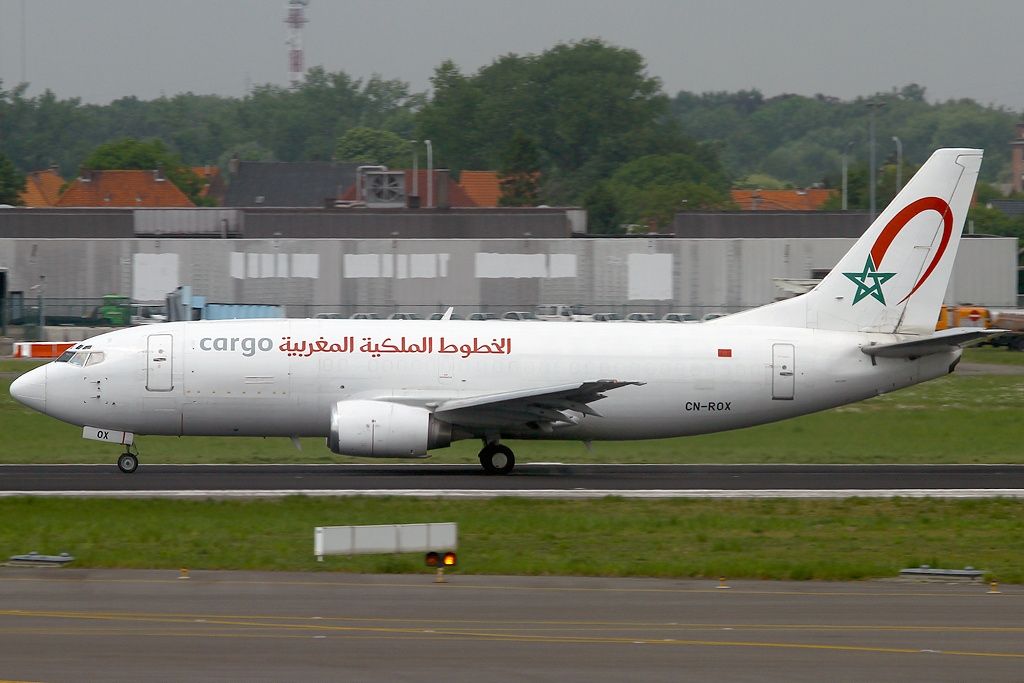
737-3M8SF de Royal Air Maroc Cargo

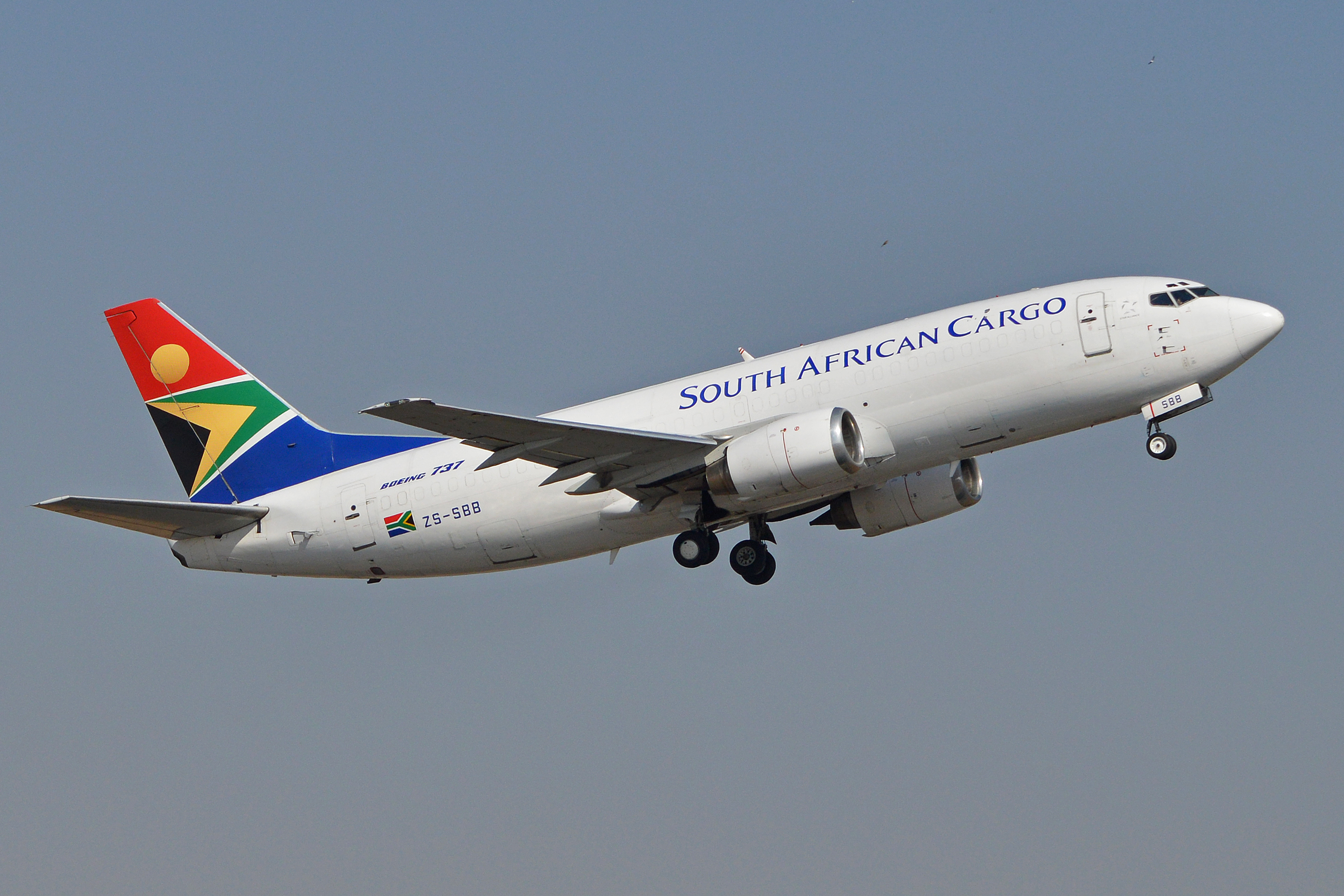
737-3Y0F de South African Cargo despegando del aeropuerto O.R. Tambo en 2014

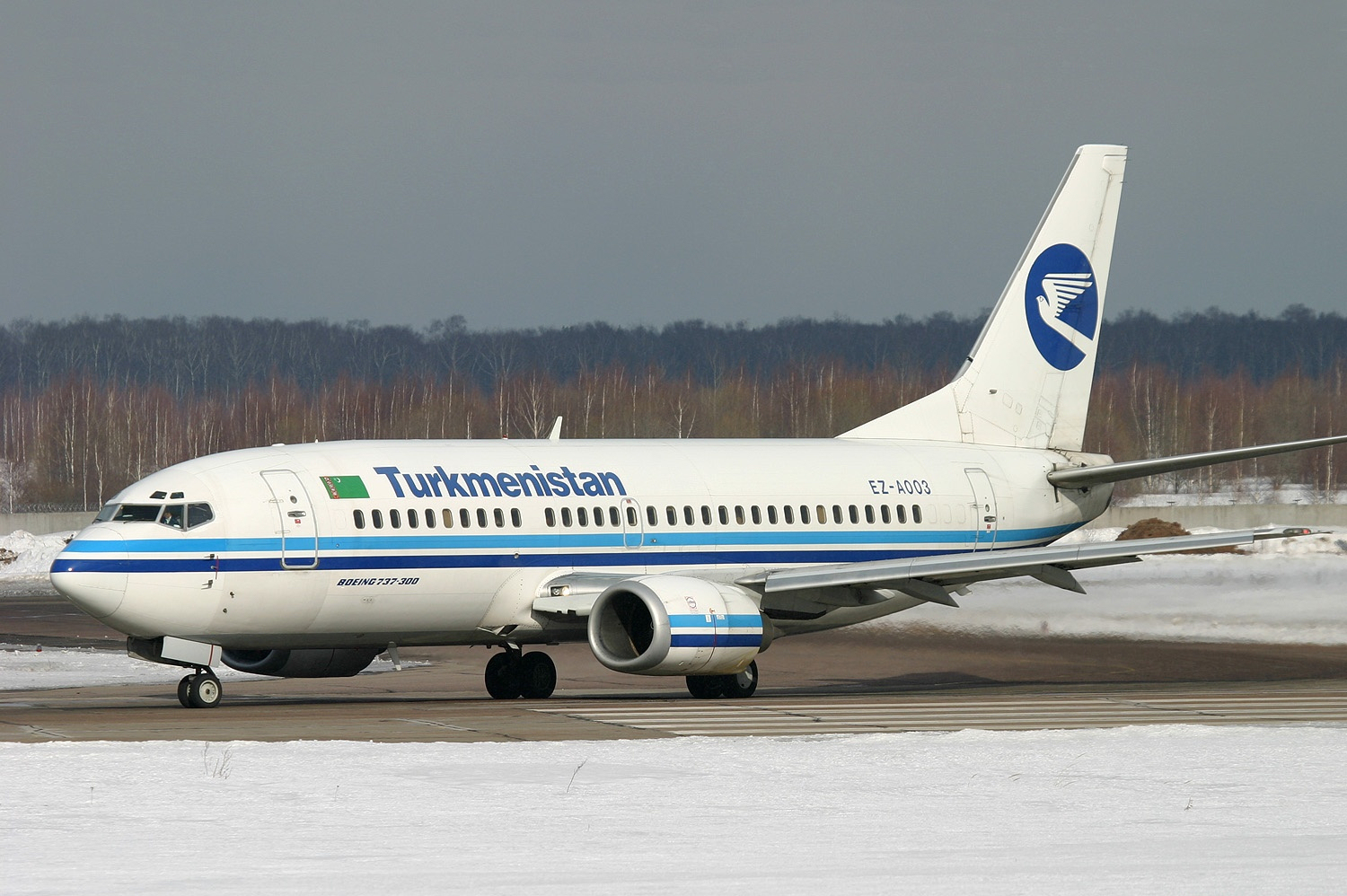
737-300 de Turkmenistan Airlines

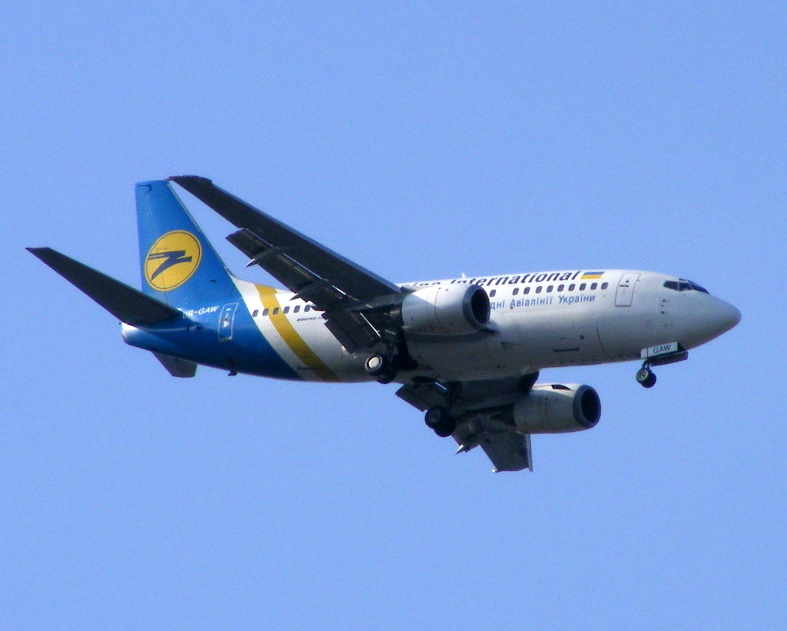
737-500 de Ukraine International Airlines

#### África
Argelia
- Air Algérie (31)[154]

 Benín
- Benin Golf Air (5)

 Botsuana
- Air Botswana (1)[155]

 Cabo Verde
- Cabo Verde Airlines (2)[156]

 Egipto
- Egyptair (16)[157]
- AMC Airlines (4)[158]

 España
- Binter Canarias (1)[159]

 Francia
- Air Austral (4)[160]

 Guinea Ecuatorial
- Cronos Airlines (1)[161]

 Libia
- Buraq Air (7)[162]
- Air Libya (3)[163]
- Libyan Airways (1)[164]

 Marruecos
- Royal Air Maroc (25)[165]

 Mauritania
- Mauritania Airlines (2)[166]

 Namibia
- Air Namibia (11)[167]

 Nigeria
- Med-View Airline (6)[168]
- Arik Air (2)[169]

 Ruanda
- RwandAir (4)[170]

 Senegal
- Air Senegal International (3)
- Air Senegal (1)[171]

 Somalia
- Jubba Airways (4)[172]

 Sudáfrica
- South African Airways (32)[173]
- Kulula.com (10)[174]
- Gryphon Airlines (2)[175]
- Mango (2)[176]

 Tanzania
- Air Tanzania (10)[177]
- Precision Air (4)[178]

 Túnez
- Tunisair (22)[179]

 Uganda
- Uganda Airlines (2)[180]

#### América
Argentina
- Aerolíneas Argentinas (70)[181]
- LAPA (14)[182]
- Austral Líneas Aéreas (8)[183]
- LAN Argentina (5)[184]

 Bolivia
- Ecojet (1)[185]
- Lloyd Aéreo Boliviano (2)

 Brasil
- Transbrasil (30)[186]
- Rio Sul (26)[187]
- GOL Transportes Aéreos (15)[188]
- TAF Linhas Aéreas (5)[189]
- RICO Linhas Aéreas (4)[190]
- ATA Brasil (3)[191]

 Canadá
- Air Canada (45)[192]
- WestJet (25)[193]
- CanJet (23)
- Flair Airlines (7)[194]
- Air Transat (2)[195]

 Chile
- Sky Airline (22)[196]
- One Airlines (4)[197]
- AeroDesierto (ADA) (2)[198]

 Colombia
- Avianca (2)[199]

 Ecuador
- TAME (1)[200]

 Estados Unidos
- United Airlines (302)
- Southwest Airlines (282)[201]
- Delta Air Lines (106)[202]
- Western Airlines (69)
- Air Florida (53)
- Alaska Airlines (49)[203]
- American Airlines (45)[204]
- Swift Air (34)
- iAero Airways (31)[205]
- Frontier Airlines (31)[206]
- Pace Airlines (24)
- Air California (22)
- Ryan International Airlines (19)[207]
- Xtra Airways (14)[208]
- Presidential Airways (13)[209]
- AirTran Airways (11)
- Shell Aerospace Supplies (9)[210]
- Southern Air (8)[211]
- United Nations (4)[212]
- Mesa Airlines (3)[213]
- ATA Airlines (3)
- Miami Air International (2)[214]
- ConocoPhillips Aviation Alaska (2)[215]
- Las Vegas Sands Corporation (2)[216]
- Atlas Air (2)[217]
- Juliet Romeo Aviation (1)[218]

 Francia
- Air Caraïbes (1)[219]

 Guatemala
- Aviateca (21)[220]

 Haití
- Sunrise Airways (2)[221]

 Honduras
- EasySky (2)[222]
- AeroHonduras (2)
- TAN-SAHSA (2)

 México
- Viva (25)[223]

 Panamá
- Copa Airlines (24)[224]
- Air Panamá (3)[225]

 Perú
- Aero Continente (aerolínea) (19)[226]
- Peruvian Airlines (10)[227]
- LC Perú (4)[228]

 Surinam
- Surinam Airways (4)[229]

 Venezuela
- Vensecar Internacional (2)[230]
- Albatros Airlines (1)[231]

#### Asia
Arabia Saudita
- Saudia (26)[232]
- Saudi Aramco (7)[233]

 Bangladés
- Biman Bangladesh Airlines (2)[234]

 Baréin
- Gulf Air (11)[235]

 Birmania
- Myanmar Airways International (4)[236]

 Brunéi
- Royal Brunei Airlines (4)[237]

 Catar
- Qatar Airways (1)[238]

 Chipre
- Helios Airways

 Corea del Sur
- Asiana Airlines (34)[239]
- Air Busan (7)[240]
- Air Incheon: (3)[143]

 China
- China Southern Airlines (58)[241]
- Air China (52)[242]
- China Southwest Airlines (37)
- China Eastern Airlines (29)[243]
- Xiamen Air (20)[244]
- Shandong Airlines (16)[245]
- Hainan Airlines (16)[246]
- Suparna Airlines (14)[247]
- China Xinhua Airlines (10)[248]
- Shenzhen Airlines (10)[249]
- YTO Cargo Airlines (8)[250]
- Donghai Airlines (8)[251]
- China Zhingyuan Airlines (7)
- West Air China (5)[252]
- Okay Airways (4)[253]
- Loong Air (3) [254]
- Shanghai Airlines (2)[255]
- Sichuan Airlines (1)[256]

 EAU
- Emirates (1)[257]

 Hong Kong
- Hong Kong Airlines (3)[258]

 India
- Alliance Air (12)[259]
- Air India (5)[260]
- Blue Dart Aviation (5)[261]
- Air India Regional (1)[262]

 Indonesia
- Garuda Indonesia (63)[263]
- Batavia Air (45)
- Lion Air (14)[264]
- Xpressair (13)[265]
- Indonesia AirAsia (12)[266]
- Airfast Indonesia (5)[122]
- Travira Air (1)[267]

 Irak
- Iraqi Airways (15)[268]
- Fly Baghdad (3)[269]

 Irán
- Iran Air (6)[270]
- Iran Airtour (2)[271]

 Israel
- Arkia (7)[272]
- El Al (4)[273]

 Japón
- Air Nippon (38)
- All Nippon Airways (33)[274]
- Japan Transocean Air (33)[275]
- ANA Wings (23)[276]
- Solaseed Air (10)
- Japan Airlines (7)[277]

 Kirguistán
- Air Manas (1)[278]

 Kuwait
- Kuwait Airways (1)[279]

 Laos
- Lao Airlines (1)[280]

 Líbano
- Wings Of Lebanon (4)[281]
- Med Airways (1)

 Malasia
- Malaysia Airlines (105)[282]
- AirAsia (32)[283]
- Transmile Air Services (9)[284]
- Asia Cargo Express (3)[285]
- Firefly (2)[286]

 Mongolia
- Mongolian Airways Cargo (2)[287]

 Omán
- Oman Air (4)[288]

 Pakistán
- Pakistan International Airlines (7)[289]

 República de China
- China Airlines (13)[290]
- Far Eastern Air Transport (11)[291]

 Rusia
- S7 Airlines (14)[292]
- Yamal Airlines (10)[293]
- Aurora (5)[294]

 Singapur
- SilkAir (6)[295]
- Singapore Airlines (5)[296]
- Singapore Airlines Cargo (1)[297]

 Tailandia
- Nok Air (14)[298]
- Thai AirAsia (14)[299]
- Thai Airways (14)[300]
- Orient Thai Airlines (10)[301]
- Real Fuerza Aérea Tailandesa (3)[302]

 Tayikistán
- Somon Air (3)[303]

 Turkmenistán
- Turkmenistan Airlines (3)[304]

 Turquía
- Pegasus Airlines (20)[305]
- AnadoluJet (8)[306]
- SunExpress (7)[307]
- Corendon Airlines (6)[308]

 Vietnam
- Vietnam Airlines (3)[309]

 Yemen
- Yemenia (6)[310]
- Felix Airways (2)[311]

#### Europa
Alemania
- Lufthansa (155)[312]
- Air Berlin (33)
- Deutsche BA (31)
- Condor Flugdienst (17)[313]
- TUIfly (8)[314]
- Lufthansa Cargo (4)[315]
- Cirrus Airlines (1)[316]

 Armenia
- Atlantis European Airways (1)[317]

 Austria
- Austrian Airlines (2)[318]

 Bélgica
- Sobelair (40)
- Brussels Airlines (11)[319]
- Brussels International Airlines (1)
- Sabena

 Bulgaria
- Bulgaria Air (18)[320]
- Tayaran Jet (3)[321]

 Croacia
- Croatia Airlines (5)[322]

 Dinamarca
- Jet Time (19)[323]
- Copenhague Airtaxi (2)[324]

 Eslovaquia
- AirExplore (5)[325]
- Go2Sky (4)[326]

 Eslovenia
- Adria Airways (4)[327]
- Solinair (2)[328]

 España
- Air Europa (41)[329]
- Volotea (2)[330]

 Francia
- Air France (63)[331]
- Aigle Azur (8)[332]
- Corsairfly (8)[333]

 Georgia
- Georgian Airways (9)[334]

 Grecia
- Olympic Airways (30)
- Olympic Airlines (29)
- Aegean Airlines (17)[335]
- Ellinair (7)[336]
- Lumiwings (2)[337]
- Astra Airlines (1)[338]

 Irlanda
- Aer Lingus (38)[339]
- Ryanair (29)[340]

 Islandia
- Air Atlanta Icelandic (22)[341]
- Bluebird Nordic (11)[342]
- Icelandair (8)[343]

 Italia
- Blue Panorama Airlines (22)[344]
- Alitalia (2)[345]

 Letonia
- airBaltic (20)[346]

 Lituania
- Lithuanian Airlines (20)
- FlyLAL Charters (10)
- GetJet Airlines (9)[347]

 Malta
- Air Malta (26)[348]
- Maleth-Aero (8)[349]
- Air X Charter (3)[350]
- Hyperion Aviation (1)[351]

 Montenegro
- Montenegro Airlines (2)[352]

 Noruega
- Norwegian Air Shuttle (29)[353]

 Países Bajos
- KLM (41)[354]
- Transavia (38)[355]

 Polonia
- LOT Polish Airlines (26)[356]
- Enter Air (8)[357]
- Small Planet Airlines (2)
- FlyLAL Charters PL (1)

 Portugal
- TAP Air Portugal (25)[358]
- EuroAtlantic Airways (3)[359]

 Reino Unido
- British Airways (122)[360]
- easyJet (51)[361]
- British Midland (37)[362]
- European Aviation Air Charter (23)
- TAG Aviation (Stansted) (10)[363]
- Titan Airways (7)[364]

 República Checa
- Czech Airlines (30)[365]
- SmartWings (7)[366]

 Rumania
- TAROM (10)[367]
- Air Bucharest (3)[368]

 Rusia
- Aeroflot (10)[369]
- SmartAvia (6)[370]
- Rossiya (aerolínea) (5)[371]
- AirBridge Cargo (1)[372]
- Moskovia Airlines (1)

 Serbia
- Air Serbia (10)[373]

 Suecia
- Scandinavian Airlines System (25)[374]
- Tor Air (3)
- Novair (1)[375]
- TUIfly Nordic (1)

 Suiza
- easyJet Switzerland (8)[376]

 Turquía
- Turkish Airlines (34)[377]
- MNG Airlines (5)[378]

 Ucrania
- Ukraine International Airlines (32)[379]
- Dniproavia (6)[380]
- Dream Wind (2)[381]
- Windrose Airlines (1)[382]

#### Oceanía
Australia
- Toll Air (9)[383]
- Team Global Express (4)[384]
- Alliance Airlines (1)[385]

 Estados Unidos
- Aloha Airlines (90)

 Nueva Caledonia
- Aircalin (2)[386]

 Nueva Zelanda
- Air New Zealand (49)[387]

 Papúa Nueva Guinea
- Air Niugini (1)[388]

 Vanuatu
- Air Vanuatu (3)[389]

## Accidentes e incidentes
Los accidentes e incidentes notables en que se ha visto envuelto el 737 Classics (-300/-400/-500) son:
- 8 de enero de 1989: Desastre Aéreo de Kegworth: El vuelo 92 de British Midland, operado por un 737-400, se estrelló en las proximidades del Aeropuerto de East Midlands. De los 8 tripulantes y 118 pasajeros, 47 pasajeros murieron.
- 1 de febrero de 1991: el Vuelo 1493 de USAir, utilizando un 737-300, colisionó con un Fairchild Metro III de SkyWest Airlines mientras aterrizaba en Los Ángeles. Las doce personas del Fairchild Metro murieron por 20 pasajeros y 2 tripulantes del 737.
- 26 de julio de 1993: el Vuelo 733 de Asiana Airlines, utilizando un 737-500, se estrelló en una montaña, matando a 68 de los 110 ocupantes.
- 8 de septiembre de 1994: el Vuelo 427 de UsAir, utilizando un 737-300 con 127 pasajeros y 5 tripulantes, quedó fuera de control y se estrelló en las proximidades del Aeropuerto Internacional de Pittsburgh, matando a todos los que viajaban a bordo.
- 8 de mayo de 1997: el Vuelo 3456 de China Southern Airlines, operado por un 737-300, se estrelló mientras aterrizaba en Shenzhen, matando a 33 de los 65 pasajeros y 2 de los 9 tripulantes.
- 19 de diciembre de 1997: el Vuelo 185 de Silk Air, operado por un 737-300 con 97 pasajeros y 7 tripulantes, estrellándose en un río en Indonesia, matando a todos los que viajaban a bordo.
- 24 de mayo de 1988: el Vuelo 110 de TACA, un Boeing 737-300 aterrizó de emergencia en un prado cuando los dos motores se apagaron simultáneamente debido a mal tiempo. Todos los ocupantes sobrevivieron. Este incidente sirvió para que CFM International rediseñe de los motores CFM56-3B-1, ya que el diseño de este era inadecuado según las investigaciones.[390]
- 16 de septiembre de 1998: el Vuelo 475 de Continental Airlines, utilizando un 737-500, sufrió vientos cruzados mientras aterrizaba en Guadalajara, México. Ninguno de los pasajeros o tripulantes resultó herido. El avión quedó inservible.[391]
- 7 de abril de 1999: el Vuelo 5904 de Turkish Airlines, utilizando un 737-400 con seis tripulantes, se estrelló en Turquía. Todos los tripulantes a bordo murieron; era un vuelo posicional, por lo que no había pasajeros en el vuelo.
- 5 de marzo de 2000: el Vuelo 1455 de Southwest Airlines, utilizando un 737-300, se salió de pista mientras aterrizaba en Burbank, California, Estados Unidos y se estrelló. Todos los pasajeros y tripulantes a bordo sobrevivieron.
- 3 de marzo de 2001: el Vuelo 114 de Thai Airways International, operado por un 737-400 en rumbo a Chiang Mai desde Bangkok, quedó destruido en una explosión del tanque central como resultado de la ignición del combustible. La fuente de la ignición no pudo ser determinada con certeza.[392] Un tripulante de cabina murió.[393]
- 7 de mayo de 2002: el Vuelo 843 de EgyptAir, utilizando un 737-500, se estrelló durante la aproximación a Túnez, Túnez. 3 de los 6 tripulantes y 11 de los 56 pasajeros murieron.[394]
- 3 de enero de 2004: el Vuelo 604 de Flash Airlines, utilizando un 737-300 con 135 pasajeros y 13 tripulantes, se estrelló en el Mar Rojo, matando a todas las personas a bordo.
- 9 de junio de 2005: Incursión de pista del Aeropuerto Logan de 2005: Un 737-300 operado por US Airways como vuelo 1170 de US Airways provocó una colisión con un Airbus A330 de Aer Lingus en el Aeropuerto Logan de Boston, Massachusetts, Estados Unidos.
- 14 de agosto de 2005: el Vuelo 522 de Helios Airways, operado por un 737-300, sufrió una descompresión gradual que incapacitó a 5 de los 6 tripulantes y a los 115 pasajeros. El avión sobrevoló Grecia antes de estrellarse en una colina, matando a todos a bordo.
- 3 de octubre de 2006: Un hombre secuestró el Vuelo 1476 de Turkish Airlines, un Boeing 737-400. El avión aterrizó en Italia y todos los pasajeros y tripulantes sobrevivieron.
- 1 de enero de 2007: el Vuelo 574 de Adam Air, utilizando un 737-400 con 96 pasajeros y 6 tripulantes, se estrelló en la costa de Célebes. Los ocupantes nunca fueron encontrados y se presume que murieron.
- 21 de febrero de 2007: el Vuelo 172 de Adam Air, utilizando un 737-300, sufrió un fallo estructural cuando aterrizaba en el Aeropuerto Internacional Juanda. Todos sus ocupantes sobrevivieron.
- 7 de marzo de 2007: el Vuelo 200 de Garuda Indonesia, operado por un 737-400, se estrelló mientras aterrizaba en el Aeropuerto Internacional de Adisucipto. Murieron 20 pasajeros y 1 tripulante.
- 14 de septiembre de 2008: el Vuelo 821 de Aeroflot, utilizando un 737-500 de Aeroflot-Nord, se estrelló antes de llegar. Los 82 pasajeros y 6 tripulantes murieron.[395]
- 20 de diciembre de 2008: el Vuelo 1404 de Continental Airlines, un 737-500, se salió de pista y estalló en llamas en el Aeropuerto Internacional de Denver durante un despegue frustrado. No hubo heridos.[396]
- 13 de julio de 2009: el Vuelo 2294 de Southwest Airlines tuvo que efectuar un aterrizaje de emergencia en Charleston, WV por un boquete en el ala. Las 131 personas a bordo sobrevivieron. La causa está todavía en investigación.
- 28 de marzo de 2017: el Vuelo 112 de Peruvian Airlines, un Boeing 737-300 con matrícula OB-2036-P, se salió de la pista y se incendió cuando aterrizó en el Aeropuerto Francisco Carlé en Jauja. Todos sus ocupantes sobrevivieron. La causa todavía está en investigación.
- 2 de diciembre de 2020: un Boeing 737-500 propiedad de Air Djibouti, matrícula EY-560, sufrió el colapso de su tren principal derecho mientras el avión estaba aterrizando en el aeropuerto de Garowe, en Somalia. El avión se encontraba realizando el vuelo DJB206 que partió desde el Aeropuerto Internacional de Yibuti en Ambouli con destino al Internacional de Mogadiscio en Somalia.[397]
- 9 de enero de 2021: un Boeing 737-500 que operaba el Vuelo 182 de Sriwajaya Air, matrícula PK-CLC (MSN 27323), cayó al mar con 62 personas a bordo.[398]

## Entregas
| Modelo  | Total | 2000 | 1999 | 1998 | 1997 | 1996 | 1995 | 1994 | 1993 | 1992 | 1991 | 1990 | 1989 | 1988 | 1987 | 1986 | 1985 | 1984 |
| ------- | ----- | ---- | ---- | ---- | ---- | ---- | ---- | ---- | ---- | ---- | ---- | ---- | ---- | ---- | ---- | ---- | ---- | ---- |
| 737-300 | 1113  |      | 29   | 52   | 65   | 37   | 52   | 54   | 54   | 57   | 69   | 67   | 89   | 141  | 137  | 120  | 83   | 7    |
| 737-400 | 486   | 2    | 9    | 33   | 33   | 21   | 13   | 32   | 68   | 82   | 56   | 63   | 57   | 17   |      |      |      |      |
| 737-500 | 389   |      | 4    | 31   | 34   | 18   | 24   | 35   | 30   | 79   | 90   | 44   |      |      |      |      |      |      |
| Total   | 1988  | 2    | 42   | 116  | 132  | 76   | 89   | 121  | 152  | 218  | 215  | 174  | 146  | 158  | 137  | 120  | 83   | 7    |

- Fuente: Boeing.com[399]

## Especificaciones
| Medidas                         | 737-300                                       | 737-400                                       | 737-500                                       |
| ------------------------------- | --------------------------------------------- | --------------------------------------------- | --------------------------------------------- |
| Tripulación de vuelo            | Dos                                           | Dos                                           | Dos                                           |
| Plazas                          | 149 (1 clase, densa), 128 (1 clase, estándar) | 168 (1 clase, densa), 159 (1 clase, estándar) | 123 (1 clase, densa), 108 (1 clase, estándar) |
| Separación entre asientos       | 31"                                           | 30" (1 clase, densa), 32" (1 clase, estándar) | 30" (1 clase, densa), 32" (1 clase, estándar) |
| Anchura de asientos             | 17,2" (1 clase, 6 asientos por fila)          | 17,2" (1 clase, 6 asientos por fila)          | 17,2" (1 clase, 6 asientos por fila)          |
| Longitud del avión              | 33,4 m                                        | 36,5 m                                        | 31,1 m                                        |
| Envergadura                     | 28,88 m                                       | 28,9 m                                        | 28,9 m                                        |
| Altura                          | 11,13 m                                       | 11,1 m                                        | 11,1 m                                        |
| Ángulo de ala                   | 25°                                           | 25°                                           | 25°                                           |
| Ratio                           | 9,11                                          | 9,16                                          | 9,16                                          |
| Anchura de fuselaje             | 3,76 m                                        | 3,76 m                                        | 3,76 m                                        |
| Altura de fuselaje              | 4,11 m                                        | 4,11 m                                        | 4,11 m                                        |
| Anchura de cabina               | 3,54 m                                        | 3,54 m                                        | 3,54 m                                        |
| Altura de cabina                | 2,20 m                                        | 2,20 m                                        | 2,20 m                                        |
| Peso en vacío                   | 32.700 kg                                     | 33.200 kg                                     | 31.300 kg                                     |
| Peso máximo al despegue         | 62.820 kg                                     | 68.050 kg                                     | 60.550 kg                                     |
| Peso máximo al aterrizaje       | 51.700 kg                                     | 56.200 kg                                     | 50.000 kg                                     |
| Peso máximo sin combustible     | 48.410 kg                                     | 53.100 kg                                     | 46.700 kg                                     |
| Capacidad de carga              | 23,3 m³                                       | 38,9 m³                                       | 23,3 m³                                       |
| Distancia de despegue a MTOW    | 2.300 m                                       | 2.540 m                                       | 2.470 m                                       |
| Techo de vuelo                  | 37.000 pies                                   | 37.000 pies                                   | 37.000 pies                                   |
| Velocidad de crucero (mach)     | 0,745                                         | 0,74                                          | 0,74                                          |
| Velocidad máxima (mach)         | 0,82                                          | 0,82                                          | 0,82                                          |
| Autonomía                       | 4.204 km (2.270 nmi)                          | 4.204 km (2.270 nmi)                          | 4.444 km (2.402 nmi)                          |
| Capacidad máxima de combustible | 23.170 L                                      | 23.800 L                                      | 23.800 L                                      |
| Fabricante de motores           | CFM International                             | CFM International                             | CFM International                             |
| Tipo de motor (x2)              | 56-3B-1                                       | 56-3B-2                                       | 56-3B-1                                       |
| Empuje en despegue              | 90 kN                                         | 98 kN                                         | 90 kN                                         |
| Empuje en crucero               | 21.810 N                                      | 21.900 N                                      | 21.810 N                                      |
| Diámetro de turbina             | 1,52 m                                        | 1,52 m                                        | 1,52 m                                        |
| Ratio de conducción del motor   | 5,0:1                                         | 4,9:1                                         | 5,0:1                                         |
| Longitud de motor               | 2,36 m                                        | 2,36 m                                        | 2,36 m                                        |
| Peso del motor (seco)           | 2.409,5 kg                                    | 2.409,5 kg                                    | 2.409,5 kg                                    |
| Distancia del motor al suelo    | 46 cm                                         | 46 cm                                         | 46 cm                                         |

Fuentes: